# Zebraplatys harveyi
Zebraplatys harveyi är en spindelart som beskrevs av Zabka 1992. Zebraplatys harveyi ingår i släktet Zebraplatys och familjen hoppspindlar. Inga underarter finns listade i Catalogue of Life.